# Lunachicks
Lunachicks est un groupe féminin de punk rock américain, originaire de New York. Le groupe est principalement actif entre 1988 et 2000 et leur style musical est souvent décrit comme « un mélange de punk, metal, pop et rock ». Les principales influences du groupe sont les groupes Kiss, MC5 et les Ramones.

## Biographie
Theo Kogan, Gina Volpe, et Sidney « Squid » Silver sont étudiantes de la Fiorello H. LaGuardia High School of Music and Art and Performing Arts, à New York, lorsqu'elles décident de former un groupe. Sindi Benezra, une connaissance de Silver, se joindra à elles peu après. Elles répètent ensemble dans la chambre de Gina pendant un an. Leur première composition, Theme Song, parle de leur envie de tuer le professeur d'anglais de Kogan et Silver. Le groupe joue son premier concert en 1988 avec Mike, futur compagnon de Theo, à la batterie.
Kim Gordon et Thurston Moore de Sonic Youth sont de ceux qui ont participé à leurs premières performances. Gordon et Moore se trouveront impressionnés par le groupe et enverront une démo à Paul Smith en Angleterre, qui les mènent à signer un contrat avec le label Blast First de Smith. Avec la batteur Becky Wreck (Susan Rebecca Lloyd) à leurs côtés, ils enregistrent et publient un EP en 1989, et l'album Babysitters on Acid, produits par Wharton Tiers. L'album ne sera uniquement vendu qu'en Europe jusqu'à sa réédition par Go-Kart Records en 2001. Le groupe exprimera par la suite un profond désaccord quant à la production de l'album et le fait qu'ils n'aient presque rien perçus financièrement de la part de Blast First. Le groupe tournera avec The Dictators en 1991.
1992 assiste à la sortie de leur deuxième album, Binge and Purge. À cette période, la batteuse Becky Wreck se popularise grâce à sa participation à l'émission Lesbian Dating Game d'Howard Stern. Elle quitte ensuite le groupe et est remplacé par Kate Schellenbach, avant la venue de Chip English. Ils publient un EP six titres, intitulé Sushi à la mode, qui comprend une reprise de la chanson More Than a Feeling de Boston, publié uniquement au Japon en 1993. Lunachicks signe au label new-yorkais Go Kart Records, sur lequel ils publient l'album Jerk of All Trades. Sa suite, Pretty Ugly (1997), produite par Ryan Greene et Fat Mike de NOFX, comprend la célèbre chanson Don't Want You, qui s'accompagne d'un clip. La guitariste Sindi quitte ensuite le groupe, qui reste comme quatuor. Ils publient leur premier album live, Drop Dead Live en 1998, puis un tout dernier album, Luxury Problem. À cette période, le groupe tourne dans plusieurs clubs américains, européens et japonais, ouvrant notamment pour les Ramones, Buzzcocks, No Doubt, The Go-Go's, Rancid, et NOFX, et participant au Vans Warped Tour.
Lunachicks joue au Warped Tour en 1999, avec The Donnas et Bif Naked, et encore une fois en 2000. Chip English quitte le groupe à la fin 1999 et est remplacée par Helen Destroy, à l'époque âgée de 18 ans, qui restera dans le groupe jusqu'à sa pause à la fin de 2001. Le groupe n'annoncera jamais de séparation officielle, mais se réunira pour deux concerts en 2002 et 2004.
The Lunachicks se réunissent pour 20 minutes au CBGB's le 6 avril 2002 avec Benezra à la guitare et English à la batterie. L'autre réunion prend place au March for Women's Lives Benefit de Washington, D.C. le 24 avril 2004, avec English à la batterie.

## Discographie

### Albums studio
- 1990 : Babysitters on Acid
- 1992 : Binge and Purge
- 1995 : Jerk of All Trades
- 1997 : Pretty Ugly
- 1998 : Drop Dead Live
- 1999 : Luxury Problem

### Singles et EP
- 1989 : Lunachicks (double 7")
- 1990 : Cookie Monster (compilation 7")
- 1990 : C.I.L.L. / Plugg (7")
- 1992 : Apathetic (EP)
- 1993 : F.D.S. / Light as a Feather (7")
- 1993 : Sushi à la mode (EP, uniquement au Japon)
- 1995 : Edgar (CD single)
- 1997 : Don't Want You (CD single, CD promo)

### Vidéos
- 1999 : XXX Naked (clips vidéo et interviews)